# Shahrestān-e Chārāvīmāq
Shahrestān-e Chārāvīmāq (persiska: شهرستان چاراويماق, چاراويماق) är en delprovins (shahrestan) i Iran.   Den ligger i provinsen Östazarbaijan, i den nordvästra delen av landet, 400 km väster om huvudstaden Teheran.
Delprovinsen hade 31 071 invånare 2016.